# Moniek Toebosch
Monique Pauline Maria Josephine (Moniek) Toebosch (Breda, 19 augustus 1948 – Amsterdam, 24 november 2012) was een Nederlands actrice, beeldend kunstenaar en performancekunstenaar.
Toebosch, een dochter van de componist Louis Toebosch, was werkzaam als docent, begeleider aan diverse kunstopleidingen, gaf workshops in binnen- en buitenland en was van 2004 tot 2007 directeur van de postacademiale kunstopleiding DasArts.

## Biografie

### Opleiding en eerste optredens
Na haar afgebroken studie (zang en gitaar) aan het Brabants Conservatorium in Tilburg (1969-1970) en een vijfjarige studie modeontwerpen, illustratie en grafische vormgeving aan de St. Joostakademie in Breda (1970-75) was zij op verschillende terreinen van de kunsten actief.
Van het Franse chanson evolueerde ze naar de geïmproviseerde muziek, onder andere bij De Werkgroep voor Vanzelfsprekendheid (1969) (Peter van Meel, compositie en piano), Loes van Ruth (cello, Manuel Cooijmans, slagwerk) en The New Electric Chamber Music Ensemble (met onder anderen Remko Scha en Hans van Beers). Vanaf 1969 speelde zij in verschillende films van filmmaker Frans Zwartjes, onder meer in Spare Bedroom, Eating, Seats Two, Spectator en Behind your Walls. Ze bracht soloperformances en nam deel aan groepsoptredens.

### Muziektheater en Performance
In 1972 ontmoette ze de musicus Michel Waisvisz met wie ze jaren zou samenwerken in diverse muziektheaterproducties, zoals Het Kerstspel (1972), Een avond over Jazz (1976) (Michel Waisvisz, Steve Hughes, Maarten Altena), Met Moniek en Michel de Kerstnacht door, De M&M en M&M show en Onze Faust.
In 1978 ging ze solo met de muziektheaterproductie Ze zeggen dat ze zingt/They say she’s a singer in samenwerking met de musicus-inspeciënt Kees Klaver.
Deze productie werd door regisseuse Ike Bertels opgenomen en op de VPRO-televisie in 1979 met Pinksteren uitgezonden.
In 1981, tijdens een rechtstreekse uitzending vanuit theater Carré, De Noodzaak van de Kunst in samenwerking met het Holland Festival, voor de VPRO-televisie, gepresenteerd door Freek de Jonge, toonde Toebosch de installatie-performance Painthouse, een compositie voor hout, linnen, verf en mezzosopraan, aan het publiek in de zaal en thuis, waarbij zij zelf de camera hanteerde.
Painthouse werd daarna geëxposeerd in het Stedelijk Museum te Amsterdam.
In 1981 bracht Moniek haar enige lp uit met technische hulp van Dick Lucas and Michel Waisvisz, uitgebracht door Claxon no: 81-8, hoesfoto: Bo Ender.
Zoals ook in haar theater performances onderzoek ze haar vocaal bereik en speelt ze met de verwachtingen van het publiek. Het soloalbum I Can Dance is samengesteld uit opnames van het Fylkingen Art Festival in Stockholm, in de Steim Studio's, in het Shaffy theater in Amsterdam en in haar eigen studio in Breda. Toebosch haalt in deze expressieve improvisaties het uiterste uit haar stem.

### Aanvallen van Uitersten
In 1983 werd Toebosch gevraagd om vier rechtstreekse uitzendingen vanuit theater Carré te presenteren in het kader van het Holland Festival voor de VPRO-televisie, onder regie van Theo Uittenbogaard. Onder de titel Aanvallen van Uitersten werden programmaonderdelen uit het Holland Festival en op dat moment nieuwe stromingen in de beeldende kunst, muziek, theater, dans en letteren aan het publiek getoond met onder meer Marina Abramović en Ulay, Rosas, Harrie de Kroon, Jules Deelder,  Remko Scha  en Wencke Mühleisen. Ook trad Toebosch zelf op met onder andere het NOS-omroeporkest onder leiding van Iván Fischer, die na Wagners Prelude, de introductie van de aria Der Liebestod, plotseling het orkest dwong te stoppen omdat hij meende dat het publiek de muziek niet meer serieus nam. Een andere lezing van dit incident is, dat de musici niet meer kónden spelen, omdat hun gehoor totaal ontwricht werd door de helse, tegen de pijngrens aanliggende, klanken door het daaraan voorafgaande optreden van de geluidsperformer Glenn Branca. Toebosch, die de aria nog moest vertolken, kwam het podium op terwijl de muzikanten aan het inpakken waren en wist een tiental musici ervan te overtuigen om samen met haar deze aria alsnog in de rechtstreekse uitzending te vertolken, terwijl zijzelf het tot tien man gedecimeerde orkest dirigeerde.

## Docent en mentor
Van 1985 tot 1990 was Toebosch docent aan de Gerrit Rietveld Academie afdeling Audiovisueel, later op de AKI 2 in Enschede en de Rijksakademie in Amsterdam. Van 2004 tot 2007 was ze directeur bij de postacademische opleiding DasArts, later omgevormd tot Master of Theatre van de Theaterschool.

## Kunstenaar
Ook verwierf ze diverse opdrachten voor kunst in de openbare ruimte, onder meer via de stichting SKOR, en maakte ze een serie van zes kunstwerken onder de titel Les douleurs contemporaines.

### Stedelijk Museum
In 1994 werd Toebosch uitgenodigd voor Couplet 3, een reeks tentoonstellingen onder dezelfde titel, georganiseerd door Rudi Fuchs, directeur van het Stedelijk Museum te Amsterdam. Onder de titel Kop op Kop toonde ze iedere dag, gedurende zes weken, een ander portret uit de collectie van het Stedelijk Museum, steeds voorzien van een door haar geschreven beschrijving. Ook toonde ze een diaprojectie van 100 zelfportretten van de voorafgaande 15 jaar.

### Engelenzender
In hetzelfde jaar, 1994, werd de Engelenzender opgeleverd. Twee jaar daarvoor gaf de Van der Leeuwstichting een opdracht aan een aantal beeldende kunstenaars om 'een eigentijdse schuilplaats' te ontwerpen; Een abri op een plaats waar de hedendaagse maatschappij zich uitgesproken manifesteert. 
Moniek Toebosch koos daartoe de auto als de intieme en eigentijdse schuilplaats van de reiziger, zoals vroeger in zuidelijk Nederland rooms-katholieke kapelletjes op kruisingen van wegen fungeerden. Het sacrale karakter, dat daarbij hoort, creëerde zij met 'engelenmuziek', waarop de bestuurder zijn autoradio kon afstemmen, daartoe uitgenodigd door een officieel ANWB-verkeersbord met de intrigerende mededeling 'Engelen/Angels FM 98.0'. Ter versterking van het contemplatieve karakter van deze installatie, zocht Toebosch naar een 'leeg' landschap, en vond op de kaart van Nederland, de Houtribdijk tussen Enkhuizen en Lelystad, de scheiding tussen het IJsselmeer en het Markermeer. Minister van Cultuur Hedy d'Ancona verleende persoonlijk de zendmachtiging. Moniek Toebosch zong zelf de atonale reeksen 'hemelse muziek', die door componist Harm Visser werden geprogrammeerd en nabewerkt en middels een computerprogramma willekeurig werden gesampled, en uitgezonden vanuit de FM-zendmast in Lelystad. De Engelenzender was gedurende zes jaar, vierentwintig uur per dag, te beluisteren via de (auto)radio. Op 31 december 1999 om 24 uur precies, werd de Engelenzender uit de lucht gehaald vanwege een nieuwe zenderverdeling. Vanaf 2020 kan de Engelenzender opnieuw -voorlopig voor 3 jaar- beluisterd worden op de Houtribdijk, maar niet meer via de autoradio, maar via een app

### Prijzen
In 1997 ontving Toebosch voor de Engelenzender de Sandbergprijs van de stad Amsterdam. In 2000 ontving zij de Oeuvreprijs Fonds BKVB.En in 2009 de tweejaarlijkse Arti-Medaille van de kunstenaarsvereniging Arti et Amicitiae.

### Exposities en laatste performances
Toebosch exposeerde in diverse musea en tentoonstellingsruimten, onder andere in De Beyerd in Breda, De Appel en het Stedelijk Museum in Amsterdam, Witte de With in Rotterdam, Miró Museum in Barcelona (Spanje) en Le Fresnoy, Studio National des Arts Contemporains, te Lille (Frankrijk). In 2010 werkte zij nog mee aan de tentoonstelling De Nederlandse identiteit in De Paviljoens in Almere. Zij verbeeldde de thematiek onder andere door zelf te verschijnen, en de tentoonstelling te openen met een toespraak, als 'Monique/Paul', naar haar mannelijk alter-ego 'Paul Rubens', wiens achternaam zij ontleende aan die van haar moeder, een verre nazaat van de schilder Peter Paul Rubens. Haar laatste optreden, in juni 2011, was een performance in het sterrenbos de Oude Warande te Tilburg, getiteld Erasing and Recovering on a Saturday Afternoon, waarbij zij in het wit gekleed plaats nam op een olifant, die een eg voorttrok en daarmee op haar initiatief de 'gebaande paden uitwiste'.

## Ziekte en overlijden
In maart 2008 werd bij Toebosch longkanker geconstateerd. Toen na vier en een half jaar de ziekte ondraaglijk werd, besloot zij tot euthanasie. Ze overleed op 24 november 2012 op 64-jarige leeftijd. Haar vrienden noemden haar in haar overlijdensadvertentie dan ook 'regisseur van haar eigen leven'.

## Postuum
Op 15 december 2014 vond tegelijkertijd met de opening van het nieuwe, met een glaskoepel overdekte busstation aan de IJzijde van het Centraal Station te Amsterdam, de première plaats van het laatste kunstwerk van Toebosch, getiteld "Waiting for Buses and Birds", een projectie - met subtiel geluid - van oplichtende vogels die, als het donker is, erratisch binnen de glaskoepel rondzwermen.